# 大清水運動公園
大清水運動公園為新北市土城區內的一座小型山區公園，位於明德路一段及永豐路之間。

## 公園概要
大清水運動公園的前身為「土城市第五公墓」，在都市發展計劃下規劃為公園預定地，其佔地約六千五百多坪，為土城區三處公墓改建的公園中面積最大的一座。改建過程中，於民國95年8月完成公墓遷葬，民國96年3月27日起動土改建，並於民國97年2月27日竣工正式啟用。大清水運動公園總共有五個出入口，分別位於：其一、77148號路燈前（清水高中斜對面）；其二、明德路一段137-3號前；其三、永豐路240號前；其四、永豐路242巷內（一邊通往國際路）；其五、通往萬善祠有應公經廟進出。

## 公園內的設施
公園內設有休閒石椅、槌球場、景觀平台、涼亭、木棧步道及兒童遊戲區等等，其中兒童遊戲區可見的設計有長桿、溜滑梯、單槓等遊樂設施。

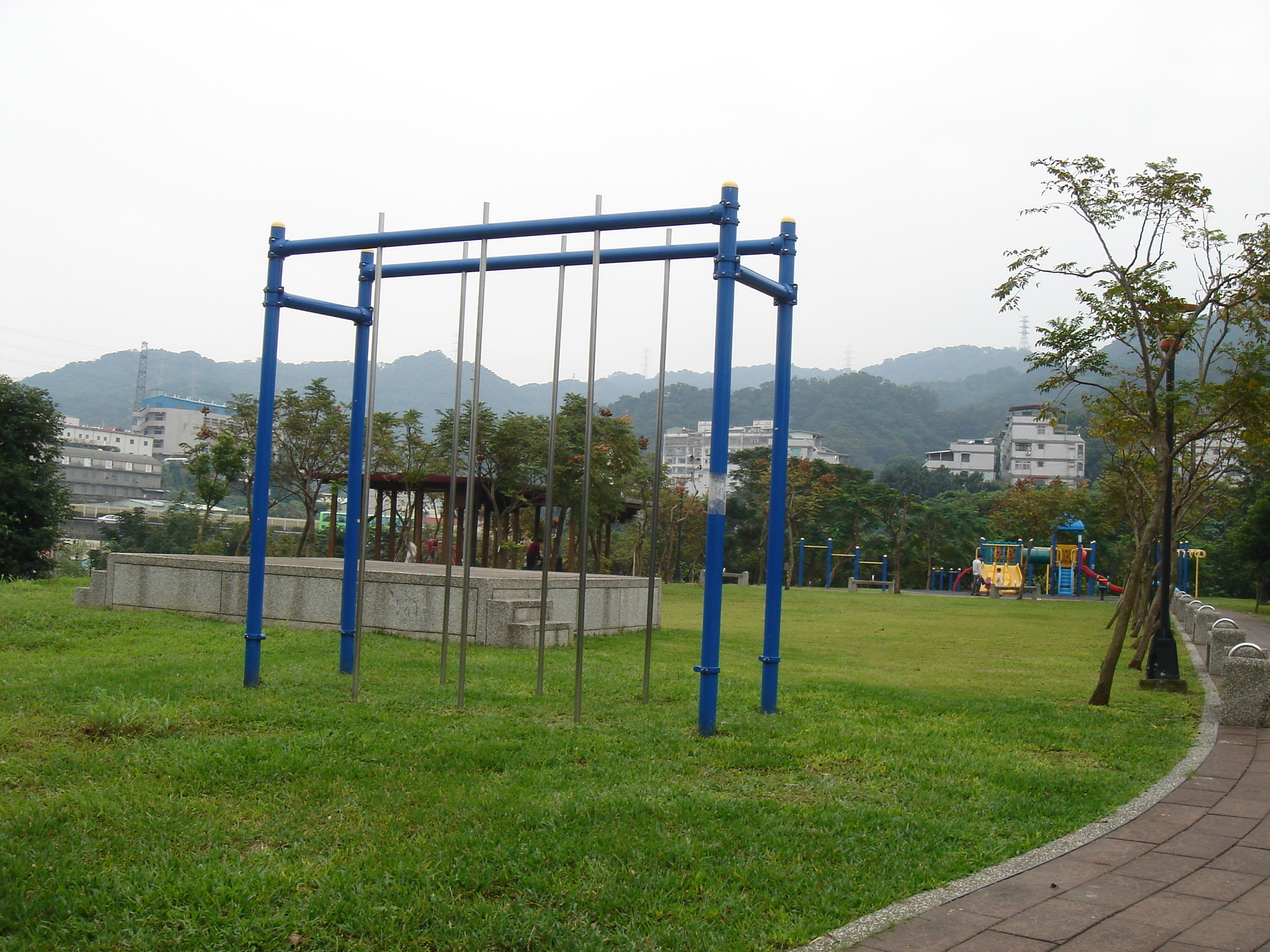
兒童遊戲設施
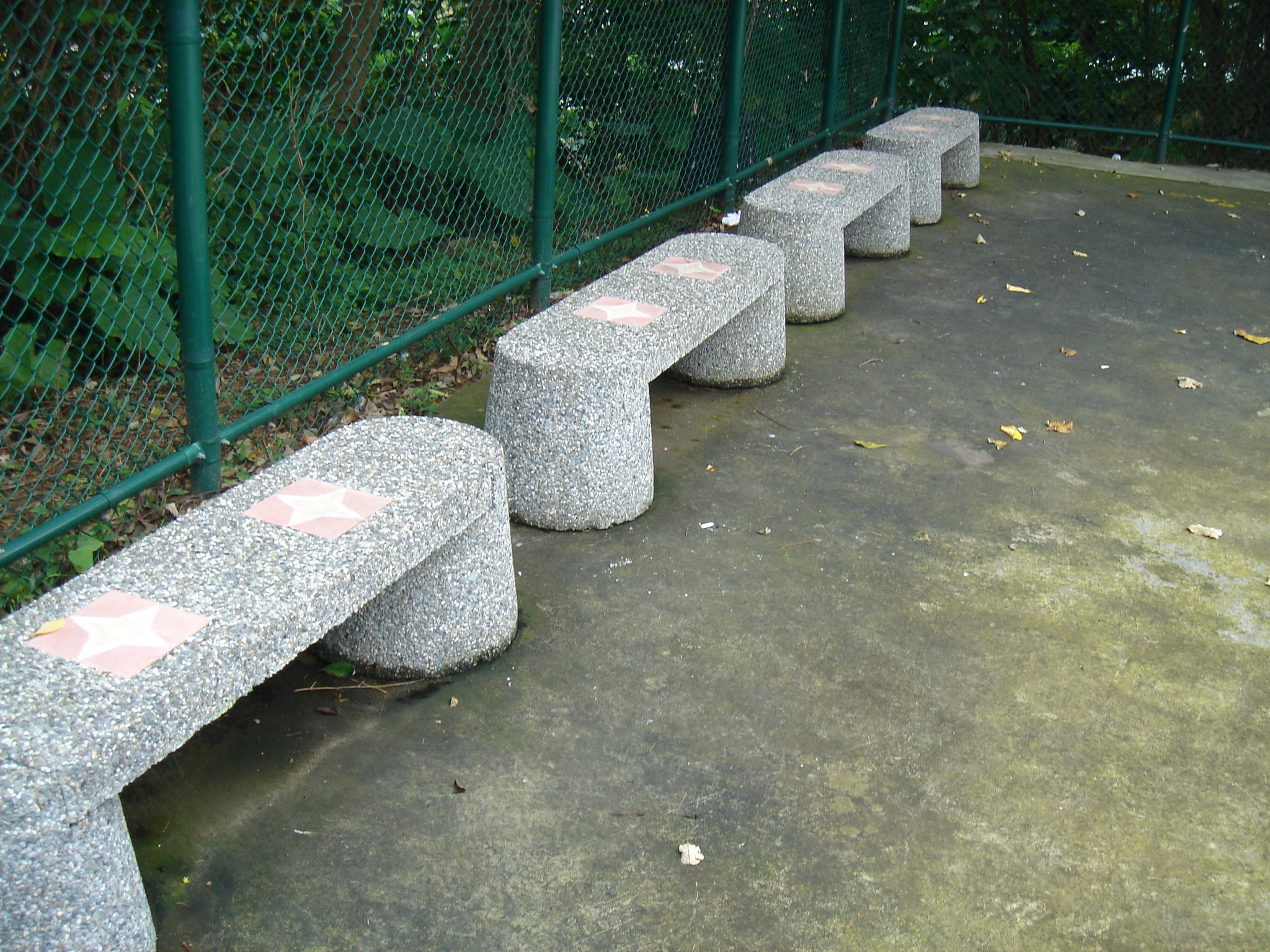
石椅

## 公園可見的植物
公園內所種植的植物有刺竹、馬纓丹、金露花、台灣欒樹、小葉桑、黃紋萬年麻、杜鵑花等等。

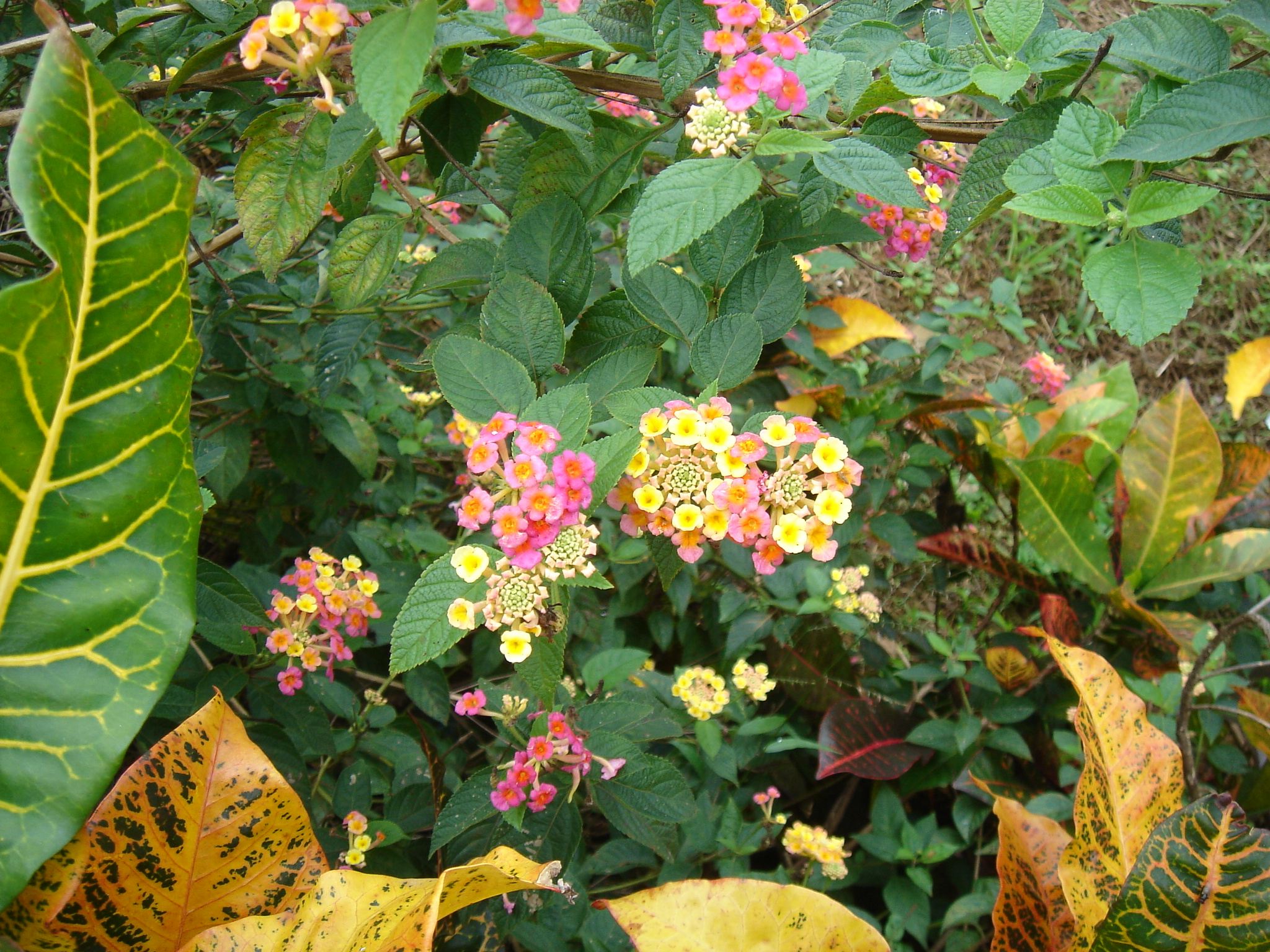
馬纓丹
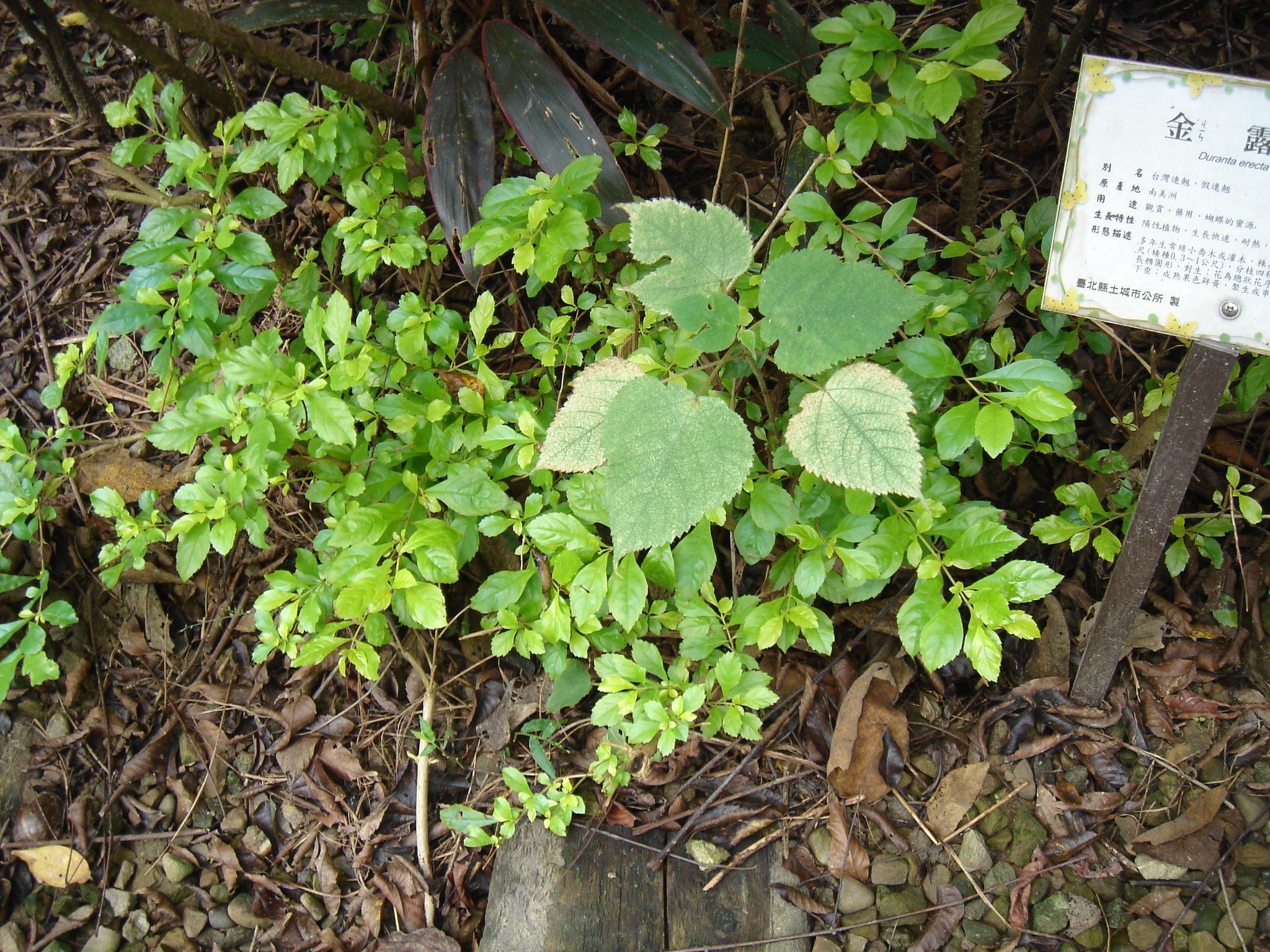
金露花
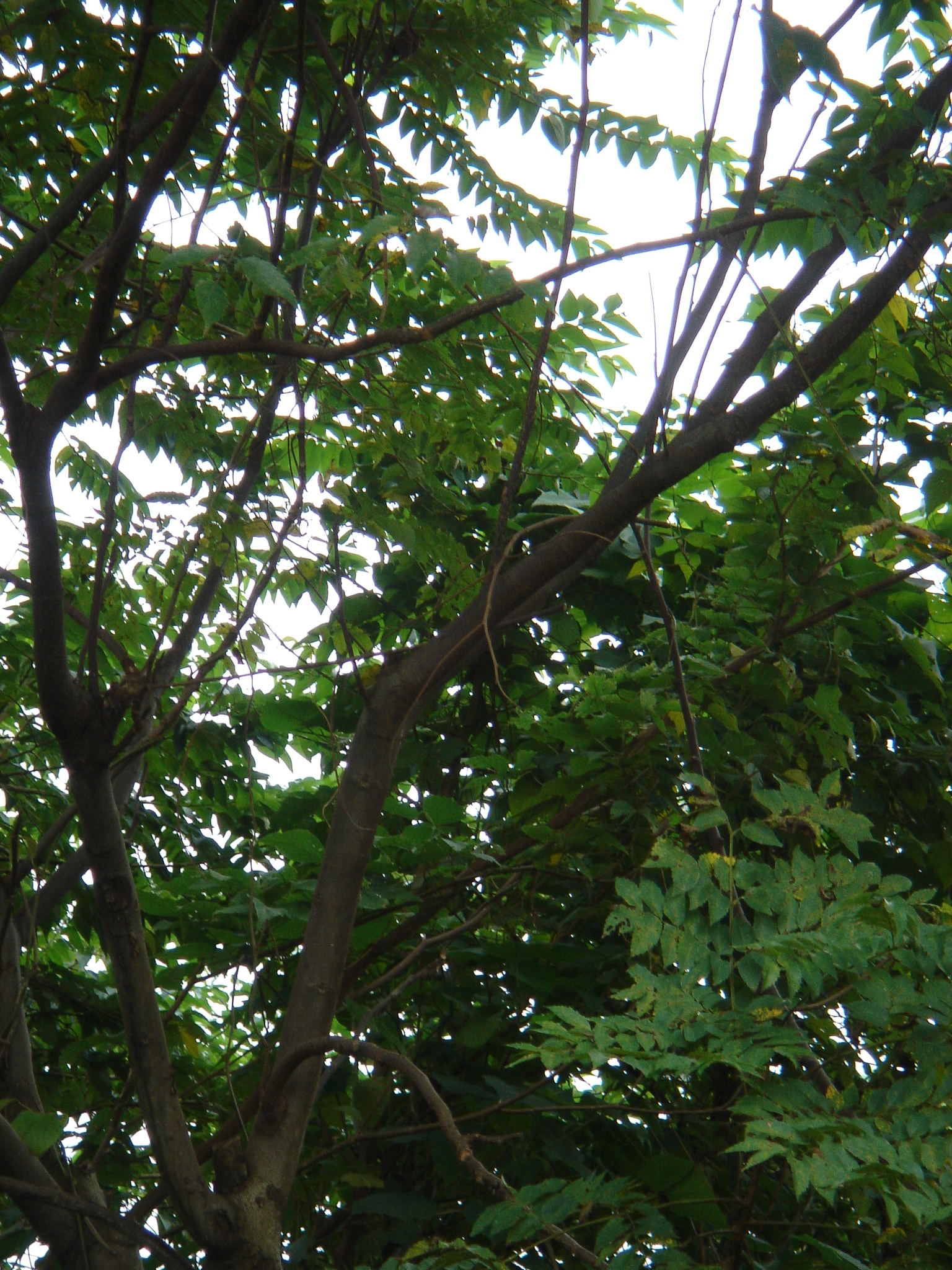
台灣欒樹
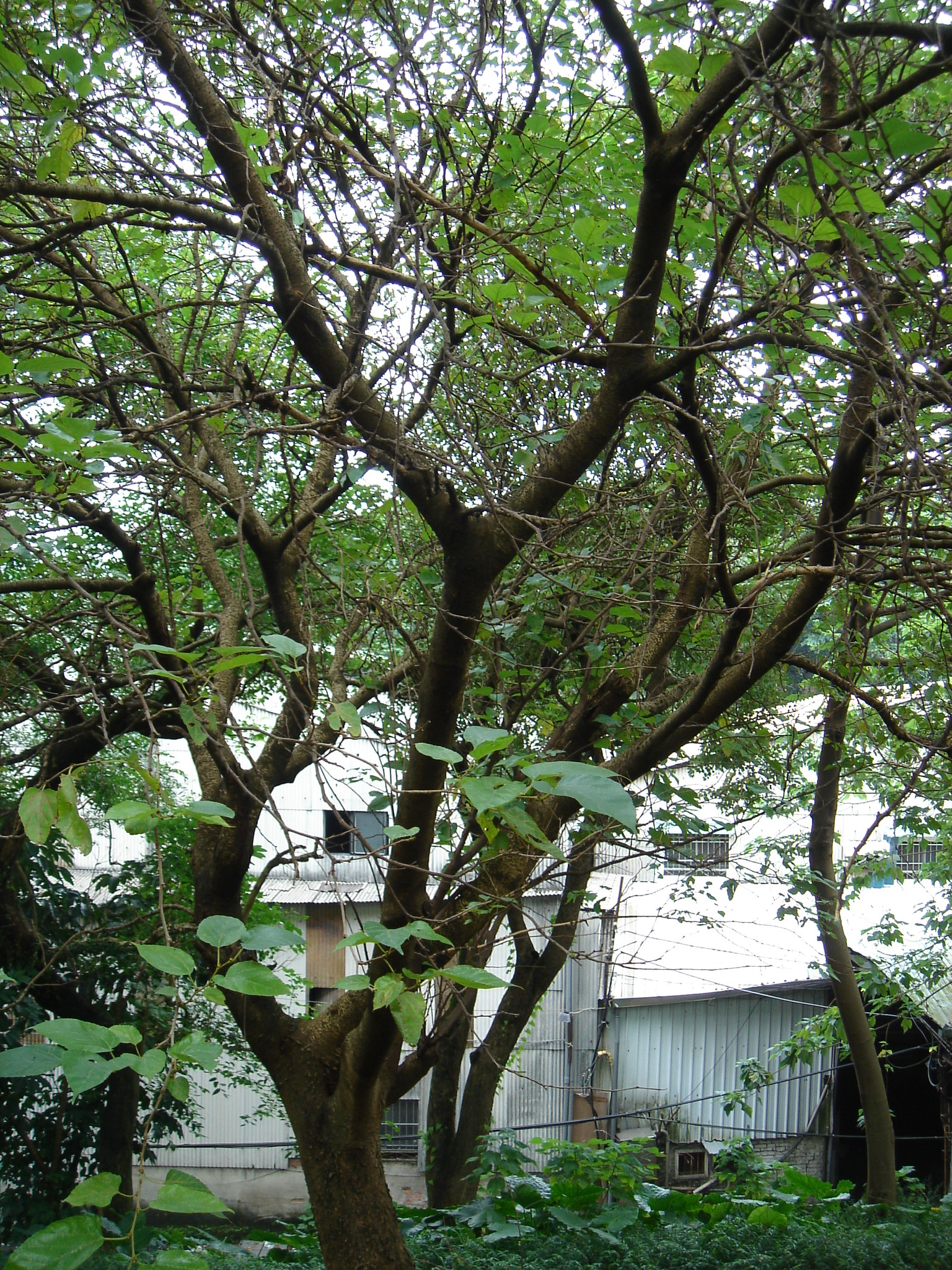
小葉桑
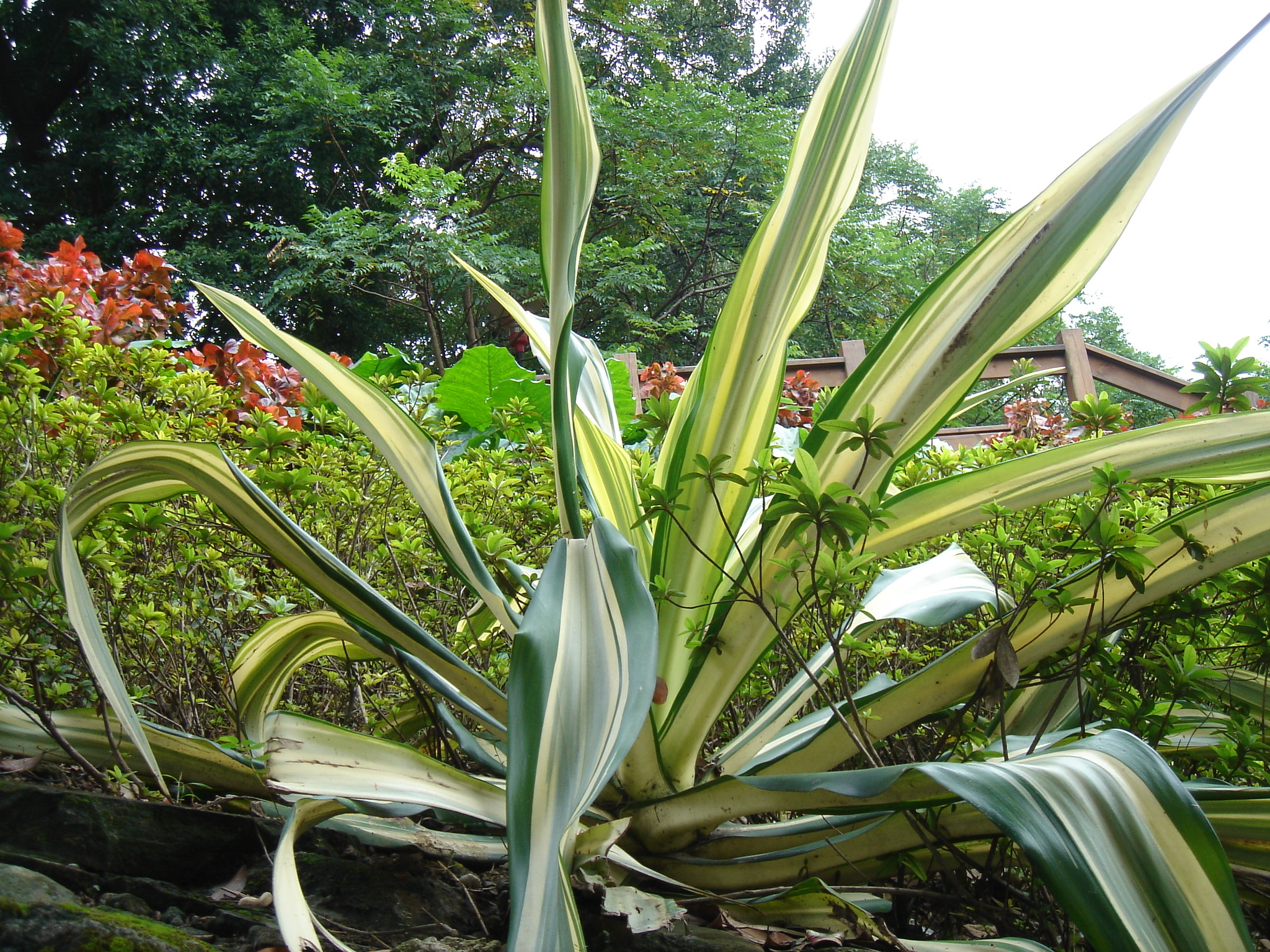
黃紋萬年麻
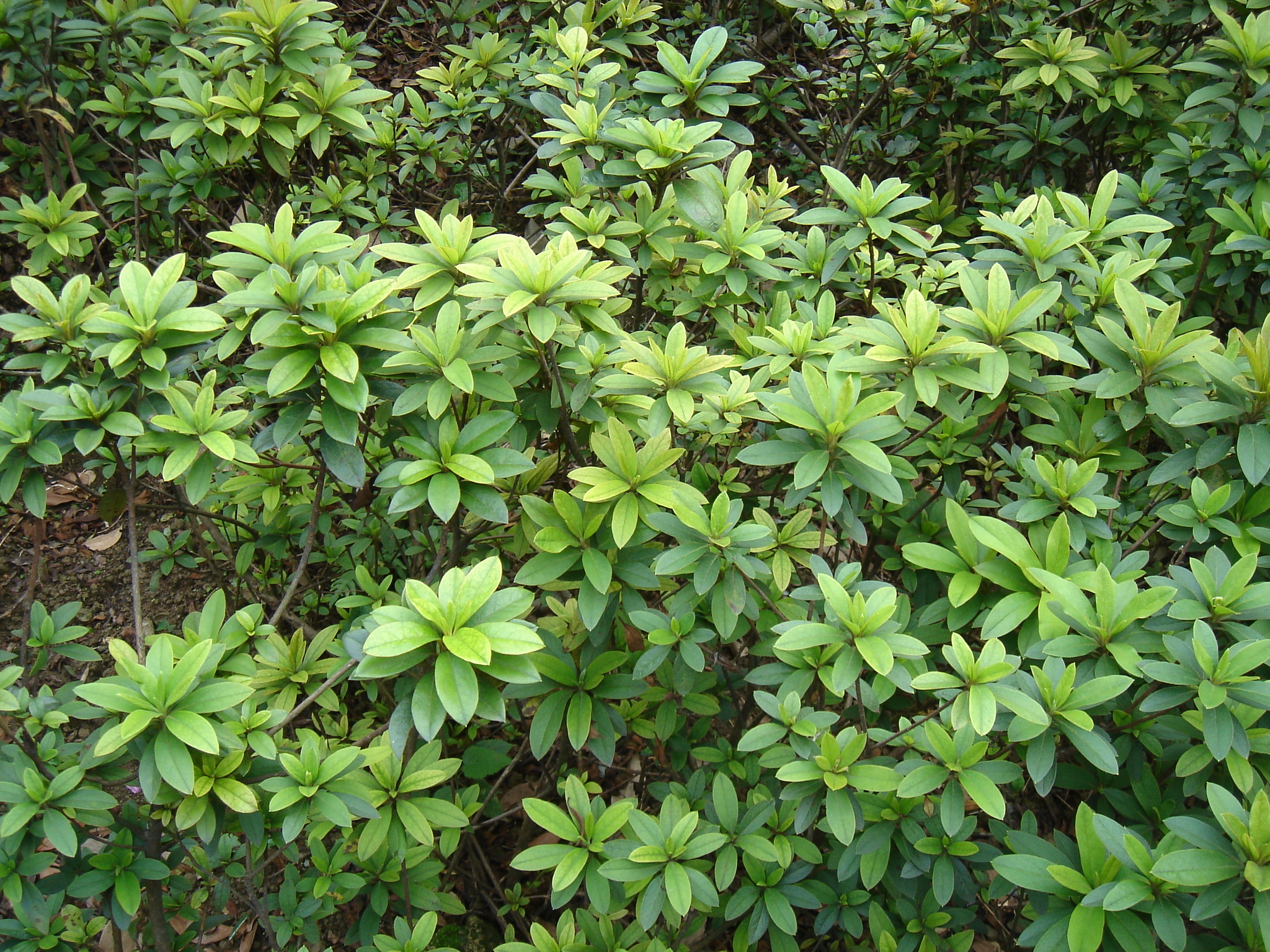
杜鵑花

## 公園週邊設施
新北市立清水高級中學毗鄰明德路一段的兩個出入口。

## 公園相關事件
曾於民國99年10月22日下午時在公園內發現一具左手腕及腹部有多處刀傷的老人屍體。於警方的調查中，初步排除他殺，疑為久病厭世自盡。

## 公車
- 手信坊文化館 站

藍17五福新村-捷運永寧站、657德霖科大-江子翠、570山中湖-南天母廣場
步行約一分鐘即可挨近明德路一段137-3號或77148號路燈前出入口。
- 應天府 站

藍40華克山莊-捷運土城站
步行約二至三分鐘即可挨近永豐路240號前或萬善祠有應公的出入口。
於某日「國際公園城」站牌已更改為「手信坊文化館」站

## 外部連結
- 來新北 玩公園：新北市公園資訊服務網-公園總覽：土城大清水運動公園 （页面存档备份，存于）